# تجريم المثلية الجنسية

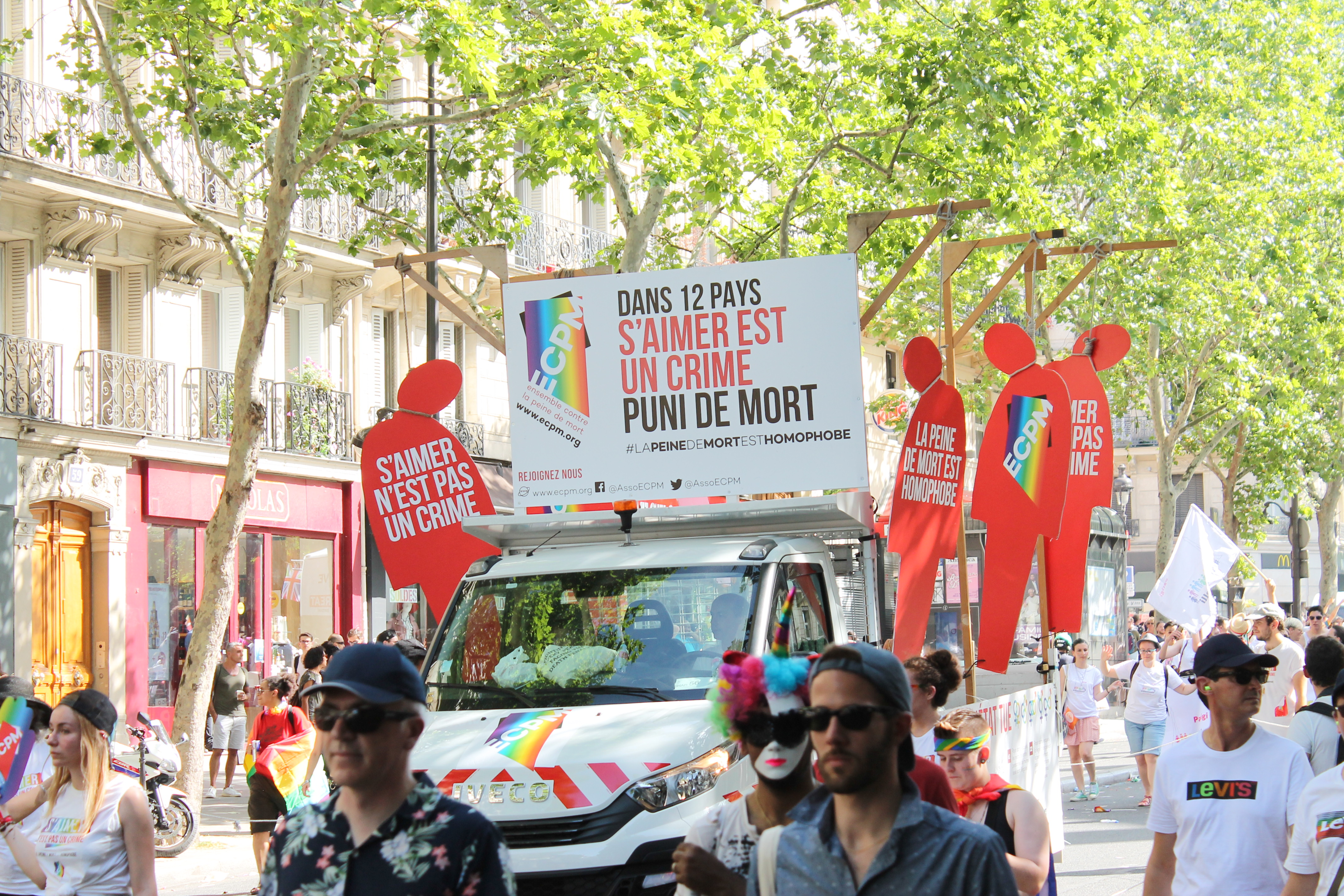
لافتات "الحب ليس جريمة" في باريس في 2019

تجريم المثلية الجنسية هو تصنيف بعض أو جميع الأفعال الجنسية بين الرجال، وأقل منها بين النساء، على أنها جريمة جنائية. في معظم الأحيان، لا تطبق هذه القوانين فيما يتعلق بالسلوك الجنسي بالتراضي بين مثليي الجنس، ولكنها تساهم مع ذلك في مضايقة الشرطة لمثليي وثنائيي الجنس وتعنيفهم ووصمهم بالعار. تشمل الآثار الأخرى تفاقم مرض نقص المناعة البشرية المكتسب المتفشي نتيجة تجريم الرجال الذين يمارسون الجنس مع رجال، مما يثنيهم عن البحث عن الرعاية الوقائية أو العلاج عند إصابتهم بهذا الفيروس.
يتم تبرير تجريم المثلية عادة من خلال الفكرة الحالية غير الموثوقة علميًا التي تزعم بأنه من الممكن اكتساب المثلية، أو بسبب الاشمئزاز العام منها، وتقوم تلك الفكرة في كثير من الحالات على إدانة الأديان الإبراهيمية للمثلية الجنسية (اليهودية، والمسيحية، والإسلام). بدأ التعبير عن الحجج ضد تجريم المثلية الجنسية خلال عصر التنوير. تضمنت الاعتراضات الأولية الصعوبة العملية للتنفيذ، وإفراط الدولة بتدخلها في الحياة الخاصة، والاعتقاد بأن التجريم لم يكن طريقة فعالة للحد من حصول المثلية الجنسية. تضمنت الاعتراضات اللاحقة الحجة القائلة بأن المثلية يجب أن تعتبر مرضًا وليس جريمة، على حقوق مثليي الجنس، وأن المثلية ليست خطًا أخلاقيًا.
في العديد من البلدان، يستند تجريم المثلية إلى مدونات قانونية موروثة من الإمبراطورية البريطانية. لم تؤدي الإمبراطورية الاستعمارية الفرنسية إلى تجريم المثلية، فقد ألغي ذلك في فرنسا خلال الثورة الفرنسية من أجل إزالة النفوذ الديني من القانون الجنائي. في بلدان أخرى، يستند تجريم المثلية إلى الشريعة الإسلامية. بدأت موجة كبرى من إلغاء التجريم في العالم الغربي بعد الحرب العالمية الثانية. انتشرت على مستوى عالمي وبلغت ذروتها في تسعينيات القرن العشرين. في السنوات الأخيرة، زادت العديد من الدول الأفريقية من تطبيق القوانين المناهضة للمثلية بسبب التسييس والاعتقاد الخاطئ بأن المثلية الجنسية مستوردة من الغرب. اعتبارًا من عام 2021، تم تجريم المثلية الجنسية بحكم القانون في 67 دولة عضو في الأمم المتحدة، وبحكم الواقع في دولتين أخريين؛ ويوجد في ستة منها على الأقل حكم بالإعدام بسبب المثلية الجنسية.

## تاريخها

### من العصر القديم حتى العصر الحديث
تحتوي القوانين الآشورية على فقرة تعاقب على العلاقات المثلية، لكن هناك خلاف حول ما إذا كان ذلك يشير إلى العلاقات الاتفاقية أو فقط غير الاتفاقية منها. القانون الروماني الأول المعروف الذي تطرق للعلاقات بين الجنس نفسه كان قانون ليكس سكانتينيا. رغم أن النص الفعلي لهذا القانون مفقود، من المرجح أنه حظر المواطنين الرومان الأحرار من أخذ دور المفعول به في علاقات الجنس نفسه. أدى تحول الإمبراطورية الرومانية إلى المسيحية إلى تغيير الأعراف الاجتماعية حيث أصبحت ترفض المثلية على نحو متزايد. في القرن السادس، طرح الإمبراطور البيزنطي جاستينيان قوانين أخرى ضد المثلية الجنسية، وأشار إليها على أنها أفعال «تتعارض مع الطبيعة». ينص كتاب القانون السوري الروماني، له تأثير على العرف القانوني في الشرق الأوسط خاصة في لبنان، على عقوبة الإعدام للمثلية الجنسية.
في أوروبا في العصور الوسطى، كان يعاقب على اللواط في مختلف الولايات القضائية خاصة بعد عام 1000 نظرًا لانتشار القانون الروماني. في بعض الحالات كان يعاقب من خلال الاستجواب والتشهير، وفي حالات أخرى من خلال فرض الغرامات، وفي بعض الحالات بحرق مكان وقوع الفعل أو مكان المشاركين فيه. كانت عقوبة الإعدام شائعةً في أوروبا الحديثة المبكرة. دعت بعض القوانين الجنائية العثمانية إلى فرض غرامات على اللواط، ولكن قوانين أخرى لم تذكر المخالفة. كان اللواط إحدى الجرائم التي تعاقب عليها محاكم التفتيش. من غير الواضح كم تم تطبيق قوانين اللواط؛ تقول إحدى النظريات إن التطبيق كان مرتبطًا بالذعر الأخلاقي الذي كان فيه المثليون كبش الفداء. في وسط المكسيك في القرن الخامس عشر، كان يمكن أن يعاقب على أفعال المثلية الجنسية بين الرجال بنزع الأحشاء والخنق في الرماد الحار.
في إنجلترا العصور الوسطى، كان يعاقب القانون الكنسي على اللواط منذ القرن العاشر والحادي عشر، ولكن القانون العلماني لم يعاقب على ذلك. دون الملك الإنجليزي هنري الثامن تحريم المثلية الجنسية في إنجلترا في القانون العلماني من خلال قانون السدومية لعام 1533، محاولة منه لاكتساب أرضية بارزة في الصراع الديني في فترة الإصلاح الإنجليزي. نص هذا القانون، استنادًا إلى التحريم الديني في سفر اللاويين، على فرض عقوبة الموت على جماع الذكور (الجنس الشرجي)؛ ألغي القرار عدة مرات وأعيد سنه، كانت آخر مرة في عهد إليزابيث الأولى. كان القانون مدرجًا في تعليقات بلاك ستون وكان له تأثير على جزء كبير من العالم بسبب الاستعمار البريطاني. خلال الثورة الفرنسية في عام 1791، ألغت الجمعية التأسيسية الوطنية قانون مكافحة المثلية كجزء من اعتماد تشريع قانوني جديد لا يتأثر المسيحية. على الرغم من أن الجمعية لم تناقش المثلية الجنسية أبدًا، لكنها ظلت قانونية في فرنسا منذ ذلك الوقت. كان من الممكن في السابق فرض عقوبة الحرق حتى الموت، رغم أن ذلك لم ينفذ إلا نادرًا. تم إلغاء تدوين تجريم اللواط في قانون العقوبات لعام 1810.

### تأثير الاستعمار والإمبريالية
تجرم العديد من الولايات القضائية الحالية المثلية الجنسية بناءً على قوانين استعمارية، وخاصة الإمبراطورية البريطانية. تم اعتماد صياغات للقانون العام البريطاني، من ضمنها قانون العقوبات الهندي، وقانون فيتزجيمس ستيفن، وقانون غريفيث، وقانون العقوبات رايت في المستعمرات البريطانية، الأمر الذي أدى إلى انتشار تجريم المثلية. تم تطبيق قانون العقوبات الهندي والفصل 377 فيه الذي يجرم المثلية في العديد من المستعمرات البريطانية في آسيا، وأفريقيا، وأوقيانوسيا. صيغ قانون رايت من أجل جامايكا ومن ثم اعتمد في نهاية المطاف في هندوراس، وتوباغو، وسانت لوسيا، وساحل الذهب. اعتمد قانون ستيفن في كندا (واعتمد بشكل معدل في نيوزلندا)، حيث وسع تجريم المثلية ليشمل أي نشاط جنسي بين شخصين من نفس الجنس وجعل حكم السجن المؤبد عقوبة محتملة. اعتمد قانون غريفيث في أستراليا والعديد من دول الكومنولث بما فيها ناورو ونيجيريا، وكينيا، وتانزانيا، وبابوا نيو غينيا، وزنجبار، وأوغندا، وإسرائيل. بمجرد إقرار القوانين المناهضة للمثلية الجنسية، غالبًا ما يتم الحفاظ عليها من خلال تجميدها وحتى إدراجها في القوانين الجنائية بعد الاستعمارية.
اعتمدت بعض الولايات قوانين مستوحاة من بريطانيا تجرم المثلية الجنسية ليس على أساس الفرض الرسمي، إنما من خلال التأثير غير الرسمي، كما في بوتان. لم تفرض العديد من الدول الشرق أوسطية قانونًا بريطانيًا، رغم كونها مستعمرات بريطانية سابقة، بسبب الحوكمة المحايدة. تجريم المثلية الجنسية في هذه البلدان ليس بسبب التأثير البريطاني، إنما لأسباب أخرى مثل تأثير قوانين الشريعة الإسلامية. جرمت كل من الصين واليابان المثلية الجنسية بناء على أنماط غربية، وألغت هذا التجريم لاحقًا.
انتشر إلغاء تجريم المثلية في أنحاء أوروبا من خلال الحروب النابليونية غزوات نابليون ومن خلال اعتماد القانون المدني وقوانين العقوبات على النمط الفرنسي، مؤديًا إلى إلغاء التجريم في العديد من الولايات القضائية والاستعاضة عن الإعدام بالسجن في ولايات أخرى. ألغت البلدان الاسكندنافية وهي إسبانيا وهولندا والبرتغال وبلجيكا واليابان ومستعمراتها وأقاليمها-بما فيها معظم أمريكا اللاتينية- تجريم المثلية الجنسية من خلال الاحتلال العسكري أو الاقتداء بالقانون الجنائي الفرنسي.
الاستثناء وليس القاعدة أن نظم القانون المدني جرمت المثلية الجنسية. المستعمرات الفرنسية السابقة أقل ميلًا من المستعمرات البريطانية لتجريم المثلية، على الرغم من أن هكذا قوانين تمت إضافتها في بعض المستعمرات التي اعتمدت القوانين الجنائية الفرنسية، بما فيها مصر، وتونس، ولبنان. غالبًا ما يعتبر أن الإمبراطورية العثمانية ألغت تجريم المثلية الجنسية في عام 1858، وذلك عندما اعتمدت قانونًا جنائيًا مستوحى من فرنسا، لكن إليف جيلان أوزوي يجادل بأن المثلية الجنسية كان قد ألغي تجريمها قبل ذلك، وأن هذا التغيير في القانون فعليًا عاقب على المثلية الجنسية بشكل أشد من السابق، لأنه فرض عقوبات أقسى على الظهور العلني للعاطفة بين مثليي الجنس. من ناحية أخرى، أُعدم بعض الرجال العثمانيين بسبب اللواط من ضمنهم صبيين في دمشق عام 1807.
عكس توحيد ألمانيا بعض إنجازات الغزوات النابليونية لأن البلد الموحد اعتمد قانون العقوبات البروسي في عام 1871، وأعاد تجريم المثلية الجنسية في بعض المناطق. بحثت كل من ألمانيا والمجر النمساوية في الأمر ورفضتا إلغاء تجريمه تمامًا. كان صعود القومية يعني أن دول مثل إنجلترا بدأت تشعر بالفخر إزاء ملاحقة المثليين جنسيًا. في ألمانيا، لم ينفذ حظر المثلية الجنسية كثيرًا حتى عام 1933. في ألمانيا النازية منذ عام 1933 حتى عام 1945، تمت إدانة نحو 57 ألف رجلًا بسبب انتهاكهم الفقرة 175. لم يتم سابقًا في التاريخ إدانة هذا العدد الكبير من مثليي الجنس في فترة زمنية قصيرة كهذه. سجن آلاف الرجال وقتلوا في معسكرات الاعتقال النازية. أدانت ألمانيا الغربية العدد نفسه تقريبًا من الرجال بموجب القانون نفسه حتى عام 1969، عندما تم إلغاء تجريم المثلية بشكل جزئي. في الإمبراطورية الروسية، تم تجريم المثلية الجنسية في عام 1835. ألغت الثورة الروسية قوانين عصر القيصر التي كانت تحظر المثلية الجنسية في عام 1917. أعيد التجريم إلى سابق عهده في عام 1934، وبعقوبة أشد من أي وقت مضى، وسط حملة دعائية سوفييتية تدعي أن المثلية الجنسية هي تضليل فاشي.